# Vukatanë
Vukatanë (albanska: Vukatanë med böjningsformen Vukatana) är en ort i Albanien.   Den ligger i prefekturen Qarku i Shkodrës, i den norra delen av landet, 80 km norr om huvudstaden Tirana. Vukatanë ligger 11 meter över havet och antalet invånare är 1 113.
Terrängen runt Vukatanë är platt åt sydväst, men åt nordost är den kuperad.  
Trakten runt Vukatanë består till största delen av jordbruksmark.  Runt Vukatanë är det ganska tätbefolkat, med 96 invånare per kvadratkilometer.